# Копелиович, Август Борисович
А́вгуст Бори́сович Копелио́вич (14 декабря 1929, Минск, СССР — 25 января 2015, Владимир, Россия) — советский и российский лингвист, педагог; доктор филологических наук, профессор (1993), заслуженный работник высшей школы Российской Федерации (2001).

## Биография
Август Борисович Копелиович родился 14 декабря 1929 года в Минске. Рано остался без родителей. В 1947 г. окончил среднюю школу в Астрошинском городке под Минском, в 1951 г. — русское отделение факультета языка и литературы Минского педагогического института им. А. М. Горького.
В 1951—1965 гг. работал учителем русского языка, завучем, директором в сельских школах Белоруссии. В 1965 г. переехал во Владимир, работал воспитателем в Пигановской школе-интернате, учителем в школе-интернате № 1 г. Владимира, директором вечерней школы № 5. С 1966 г. без отрыва от работы учился в аспирантуре у А. М. Иорданского.
С 1975 г. преподавал в Мичуринском пединституте (Тамбовская область), в 1976—1993 гг. — в пединституте в Комсомольске-на-Амуре. С 1993 г. — заведующий кафедрой русского языка Владимирского педагогического университета, в 2000—2012 г. — профессор кафедры. Читал лекции по курсу «Современный русский язык», вёл семинары и практические занятия, специальный курс по проблемам категории рода в индоевропейских языках, спецсеминар по вопросам русского словообразования.

### Семья
Отец — Борис Копелиович, в 1942 г. погиб на фронте; мать репрессирована в 1935 г.
- Жена — Софья Борисовна;
  - трое детей: Мария (род. 1952), Михаил и Борис.

## Научная деятельность
В 1971 г. защитил кандидатскую, в 1990 году — докторскую диссертацию.
Основные направления исследований — категории рода и именной категории лица в их взаимодействии, в синхронии и диахронии; лексикография; терминоведение; словообразование и морфемика; синтаксис; вопросы нормы и кодификации языковых явлений. Организовал проведение пяти международных научных конференций по проблеме «Грамматические категории и единицы: синтагматический аспект» (1995—2007), инициировал первый выпуск Владимирского областного словаря.
Подготовил 8 кандидатов наук. Автор более 100 научных и научно-методических работ.

### Избранные труды
Источник — электронные каталоги РНБ
- Копелиович А. Б. Некоторые спорные вопросы словообразования и синтаксиса. — Владимир : Изд-во Владимирского государственного университета, 2011. — 156 с.
- Копелиович А. Б. Очерки по истории грамматического рода. — Владивосток : Изд-во Дальневост. ун-та, 1989. — 118 с.
- Копелиович А. Б. Проблемы диахронии грамматического рода индоевропейских языков в синтагматическом аспекте : Автореф. … д-ра филол. наук. — М. : Наука, 1990. — 56 с.
- Копелиович А. Б. Происхождение и развитие индоевропейского рода в синтагматическом аспекте. — Владимир : ВГПУ, 1995. — 124 с.
- Копелиович А. Б. Род и грамматика межсловных синтаксических связей : [сб. науч. ст.]. — Владимир : Институт языкознания РАН Владимирский государственный гуманитарный университет, 2008. — 146 с.
- Копелиович А. Б. Семантико-грамматическое развитие категории рода в современном русском языке : Автореф. дис. … канд. филол. наук. — М., 1971. — 20 с.

## Творчество
Писал стихи, которые печатались в республиканских и областных газетах, в журналах «Советская отчизна» и «Смена». Выпустил поэтический сборник («Если рядом со мной идешь…»).
На его слова композитор Сергей Зубковский написал два романса: «Незабытая нежность» и «Утро».

## Награды и признание
- Заслуженный работник высшей школы Российской Федерации (2001)